# Shinmai Maō no Testament
Shinmai Maou no Testament (新妹魔王の契約者 Shinmai Maō no Keiyakusha?) es una novela ligera de Tetsuto Uesu con ilustraciones de Nekosuke Okuma. Seis volúmenes han sido publicados en la Kadokawa Sneaker Bunko desde 2012 de la editorial de Kadokawa Shoten. Una adaptación del manga ha sido serializado en Kadokawa Shoten de la revista Shonen Ace desde mayo de 2013. Una segunda adaptación del manga ha sido serializado en Hakusensha de la revista Young Animal Arashi desde febrero de 2014.
La primera adaptación al anime comenzó el 7 de enero de 2015 y acabando el 25 de marzo de 2015. Se estrenó un OVA el 22 de junio de 2015 y una segunda temporada el 9 de octubre de 2015, llamada Shinmai Maou no Testament BURST. Un OVA perteneciente a la segunda temporada, titulada "Shinmai Maou no Testament Departures", se estrenó el 26 de enero de 2018.

## Sinopsis
Basara Toujo es un estudiante de instituto que un día su padre le hace una extraña pregunta: "¿No decías antes que querías una hermana menor?". Acto seguido, anuncia que se volverá a casar y que ahora Basara tiene dos hermanastras. Después de tan gran revelación, su padre se embarca en un largo viaje. Sin embargo, sus nuevas hermanas Mio y Maria Naruse no son lo que parecen, ya que en realidad son una demonio y una súcubo. Basara acaba formando un peligroso contrato en el que se convierte en el siervo de ambas pero, debido a un error, acaba siendo él su maestro. La vida del muchacho empieza a llenarse de situaciones con eróticos resultados. Además, "la pobre" Mio es el blanco de otros monstruos y héroes, por lo que su nuevo hermano la debe proteger.

## Personajes
Basara Tōjō (東城 刃更 Tōjō Basara?)
Seiyū: Yūichi Nakamura
Es el personaje principal en torno al cual gira la historia. Aparentemente es un estudiante de primer año de preparatoria normal, responsable, honesto y a veces sobreprotector, que lleva una vida tranquila. Pero en realidad, es un miembro perteneciente al Clan Héroe, que fue desterrado de la "Villa de los héroes" al desatar su poder Banishing Shift mientras esta estaba siendo invadida por un miembro del clan apoderado por un espíritu maligno que poseía la espada Brynhildr, causando involuntariamente la muerte a gran parte de la población, a excepción de Yuki. Basara a menudo aparece atormentado a causa de su pasado, como muestra en sus pesadillas, pero el estar protegiendo constantemente a Mio junto con Maria le mantiene en su objetivo.
Mio Naruse (成瀬 澪 Naruse Mio?)
Seiyū: Ayaka Asai
Es la hija del difunto Rey Demonio Willbert. Con el objetivo de protegerla, su verdadero padre la envió con una familia de acogida que se mostraron como sus verdaderos padres, pero finalmente un día fueron asesinados, lo cual provocó un trauma en Mio. Hasta recibir noticias de cual era su verdadera naturaleza, fue una chica de secundaria normal, por lo que es una inexperta en el combate y a veces no controla su poder. Al inicio de la historia, Mio siente un sentimiento de culpa por abusar de la hospitalidad de Basara así como de haberle engañado e incluso intentado echar de su propia casa a la fuerza. Debido a Maria, ella realiza un contrato maestro-siervo con Basara, pero todo sale al revés, y Basara se vuelve su maestro. Con el transcurso de la historia y al ser salvada múltiples veces por Basara, se vuelve muy cercana a este y empezó a sentir algo por él, aunque generalmente tiene una personalidad tsundere y sadista.
Yuki Nonaka (野中 柚希 Nonaka Yuki?)
Seiyū: Sarah Emi Bridcutt
Es una amiga de la infancia de Basara también perteneciente al clan héroe. Al igual que Mio, Yuki tiene sentimientos hacia Basara, así mismo, siente cierta rivalidad hacia ella que llega a convertirse en hostilidad al descubrir la verdadera identidad de Mio. Finalmente, a pesar de odiar a Mio por haber metido en problemas a Basara, se da cuenta de que sus sentimientos así como su culpabilidad hacia éste son verdaderos. También hace el contrato entre maestro y siervo con Basara.
Maria Naruse (成瀬 万理亜, Naruse Maria?)
Seiyū: Kaori Fukuhara
Se presenta como la extrovertida "hermana" de Mio, aunque realmente es un loli súcubo que tiene como misión la protección de esta. En el anime, Maria se presenta como una pervertida intermediaria entre Basara y Mio, que provoca constantemente situaciones comprometedoras y eróticas entre ambos. Posteriormente interviene ayudando en el pacto de Basara y Yuki, comprometiendo a más situaciones eróticas. Sus sentimientos hacia Basara son difusos, aunque a menudo se muestra insinuante metiéndose en su cama o mostrándose desnuda ante él. Más adelante en la historia se muestra que en verdad Maria puede aumentar su poder y cambiar su físico.
Jin Tōjō (東城 迅 Tōjō Jin?)
Seiyū: Keiji Fujiwara
Es el padre de Basara que fue exiliado de la Villa junto a su hijo desde el incidente con los invasores. No se sabe mucho acerca de él, aunque fue considerado en el mundo demoníaco como un auténtico "Dios de la Guerra" como le explica en un capítulo Takigawa a Basara. Trabaja de fotógrafo y al poco tiempo de instalarse Mio y Maria en casa se va de viaje a Dubái, afirma, por motivos de trabajo.
Yahiro Takigawa (Lars) (滝川 八尋(ラース) Takigawa Yahiro (Rāsu)?)
Seiyū: Tomokazu Sugita
Compañero de clase de Toujou. Se presenta como un estudiante despreocupado y de carácter amigable que enseguida entabla amistad con Basara, sin embargo se descubre que tiene otra identidad, Lars, un demonio al servicio del nuevo Rey Demonio "Leohart", cuyos objetivos consisten en vigilar a Mio y arrebatarle su poder para entregárselo al nuevo dirigente demoníaco. Su doble papel de antagonista y compañero, le hace llevar una relación complicada con Basara contra quien lucha o ayuda en determinadas ocasiones. Además, Lars le tenía rencor a Zolgear por asesinar a sus antiguos cuidadores del orfanato donde creció (ellos también eran los padres adoptivos de Naruse); aceptando un trato con Basara para poder matarlo.
Kurumi Nonaka (野中 胡桃 Nonaka Kurumi?)
Seiyū: Iori Nomizu
La hermana menor de Yuki y también miembro del Clan de los héroes. Kurumi tiene una actitud hostil hacia Basara, pero después de ser salvada por él durante su lucha se da cuenta de lo que Yuki supo todo el tiempo y él sigue culpando a sí mismo por no ser capaz de controlar su habilidad que causó el accidente de hace 5 años y se enamora de él también. Ella se especializa en invocar espíritus. Más tarde se une al grupo de Basara como la cuarta mujer.
Takashi Hayase (早瀬 高志 Hayase Takashi?)
Seiyū: Go Inoue
Un miembro del clan de los héroes que ejerce la lanza maldita Byakko. Él era amigo de la infancia de Basara, pero llegó a tener resentimiento después del incidente de hace 5 años y cree que no sólo Basara ha olvidado el incidente, sino que los traicionó al proteger a Naruse al ser la hija del rey demonio Wilbert así como cualquier otro que se alíe con los demonios.
Shiba Kyōichi (芝恭一 Kyōichi Shiba?)
Seiyū: Daisuke Hirakawa
Uno de los miembros del clan de los héroes, quien le menciona Jin a Basara, fue liberado de prisión para ser observador acompañando a Kurumi y Takashi en la pelea contra Basara, Maria y Naruse. Según Basara, es bastante fuerte y ágil, y él respeta la habilidad que posee Basara en combate.
Chisato Hasegawa (Afleia) (長谷川 千里 Hasegawa Chisato?)
Seiyū: Yuu Asakawa
La enfermera de la Academia Hijiriga Saka. Ella es consciente de las cosas sobrenaturales que suceden alrededor de los estudiantes y tiende a dar consejos a Basara. Una persona sabia y compasiva, se revela que ella era la mejor amiga de la madre de Basara y una tía de él. También se pone de manifiesto es que ella no es humana, pero en realidad un ángel, dando a entender que la madre de Basara fue uno así, por lo tanto él haciendo un Nephilim. Ella a veces toma la iniciativa para tratar de seducir a Basara.
Zest (ゼスト Zesuto?)
Seiyū: Seiko Yoshida
Otro demonio, fabricada por Zolgear, envió a mantener un ojo en Mio junto a Lars. Ella es la mano derecha del Demonio Zolgear y es la que originalmente envidia los pactos que Basara tiene con María, Mio y Yuki, ya que se preocupan por los demás. Más tarde se une al grupo de Basara como la quinta chica demonio femenino y el tercero tras la derrota de Zolgear y su deserción a la facción moderada. Después de pasar tiempo con la madre de María, Sheera, Basara ha señalado que su busto se había vuelto considerablemente más grande. Contraste con su carácter grave en la batalla que en realidad es mansa y tímida fuera e incluso se muestra sumisa frente a las hostilidades en el mundo demoniaco, a lo que Basara le pide que tenga dignidad para respetarse a sí misma; a veces ella se vestiría como empleada doméstica para Basara y añade el honorífico "sama" a su nombre.
Zolgear (ゾルギ Zorugia?)
Seiyū: Hiroto Kazuki
El demonio que mató a los padres adoptivos de Mio y el antiguo maestro de Zest, que planeaba traicionar a Leohart y obtener los poderes del rey demonio que poseía Mio para su propio bien. Posteriormente en la historia, fue asesinado por Lars en presencia de Basara.
Leohart (レオハート, Reohāto?)
Seiyū: Kazuyuki Okitsu
El actual Rey Demonio y el hermano menor del demonio Liala.

## Media

### Novela ligera
El primer volumen de las novelas ligeras se publicó el 29 de septiembre de 2012, en la Kadokawa Sneaker Bunko de la editorial de Kadokawa Shoten. Doce volúmenes han sido publicados hasta enero de 2018.
| No. | Fecha de publicación     | ISBN                   |
| --- | ------------------------ | ---------------------- |
| 1   | 29 de septiembre de 2012 | ISBN 978-4-04-100495-1 |
| 2   | 31 de enero de 2013      | ISBN 978-4-04-100670-2 |
| 3   | 1 de junio de 2013       | ISBN 978-4-04-100860-7 |
| 4   | 1 de noviembre de 2013   | ISBN 978-4-04-101061-7 |
| 5   | 1 de abril de 2014       | ISBN 978-4-04-101297-0 |
| 6   | 1 de septiembre de 2014  | ISBN 978-4-04-101433-2 |
| 7   | 1 de enero de 2015       | ISBN 978-4-04-102268-9 |
| 8   | 24 de junio de 2015      | ISBN 978-4-04-102577-2 |
| 9   | 1 de diciembre de 2015   | ISBN 978-4-04-1037478  |

### Manga
Una adaptación a manga ilustrada por Kawashiwa Miyako comenzó a serializarse en Shōnen Ace con la publicación de julio del 2013, publicado el 25 de mayo de 2013. La serie ha sido compilada en nueve volúmenes tankōbon, publicados el 25 de octubre de 2013 al 31 de julio de 2018, respectivamente. Una segunda adaptación de manga titulada Shinmai Maou no Testament: Arashi! (新妹魔王の契約者・嵐！?) concentrándose en las payasadas de Maria con dibujos de Fumihiro Kiso comenzó a serializarse en Young Animal Arashi desde el 7 de febrero de 2014.

### Anime
Una adaptación a anime fue estrenada el 7 de enero de 2015. El opening es "Blade of Hope" de sweet ARMS y el ending es "Still Sis" de Kaori Sadohara. Una segunda temporada titulada Shinmai Maou no Testament BURST empezó el 9 de octubre de 2015.

#### Shinmai Maō no Testament (2015)
| Arco de La Hermana Reina Demonio | |                       |
| 1 | «"El día que obtuve una hermana menor"» «"Imōto ga dekita hi"» (妹ができた日)                                                       | 7 de enero de 2015    |
| Basara se sorprende cuando su padre le presenta a dos chicas que a partir del día de la fecha serán sus nuevas hermanas menores y vivirán con él. Pero una vez que el padre de Basara se va de viaje, se enterará de algo aún más sorprendente.                                                                        | |                       |
| 2 | «"El primer contrato entre sirvienta y maestro"» «"Hajimete no shujū keiyaku"» (初めての主従契約)                                   | 14 de enero de 2015   |
| Luego de superar el peligro, Basara vuelve con las chicas a su hogar y María decide que Basara y Mio realicen un pacto de maestro y siervo para así saber dónde está el otro en todo momento. Luego, Basara decide transferirse a la escuela de Mio, y en su primer día de clases se encuentra con una vieja conocida. | |                       |
| 3 | «"Reunión y una brecha en la confianza"» «"Saikai to shinrai no hazama"» (再会と信頼の狭間)                                         | 21 de enero de 2015   |
| Tras el enojo inicial con la vieja compañera de Basara, Yuuki, Mio ve que Basara tiene buenas intenciones y consulta con María una forma de acercarse más a él. Luego, Mio se entera de una situación que le habían mantenido en secreto.                                                                              | |                       |
| 4 | «"Cuando la tristeza llega a cero"» «"Kanashimi ga zero ni naru made"» (悲しみがゼロになるまで)                                     | 28 de enero de 2015   |
| El hombre de la máscara hiere de gravedad a Basara, pero pronto llegan Yuuki y Mio para rescatarlo y el enmascarado se retira tras llegar a un trato con Mio. Horas más tarde Basara se despierta y nota que Mio no está, así que sale en su búsqueda.                                                                 | |                       |
| Arco del Clan de los Héroes | |                       |
| 5 | «"Un señorío del demonio de la mañana de la hermana pequeña"» «"Asa no imōto no maō musō"» (朝の妹の魔王無双)                       | 4 de febrero de 2015  |
| María intenta por todos los medios que Basara logre "dominar" a Mio, para así poder protegerla mejor. Para ello intentará forzar situaciones provocativas y enseñarle a Basara lo que debe hacer. | |                       |
| 6 | «"Portando emociones crecientes"» «"Tsunoru Omoi o Kakaete"» (募る思いを抱えて)                                                     | 11 de febrero de 2015 |
| Mientras están de compras, Basara, Mio y María son atacados por un demonio, pero la gente de la aldea del Clan de los héroes llegan a rescatarlos, para luego desafiarlos a una pelea. | |                       |
| 7 | «"Las profundidades del amor y el odio"» «"Onshū no hate ni"» (恩讐の果てに)                                                        | 18 de febrero de 2015 |
| Teniendo aún el rencor por lo que hizo Basara cuando era pequeño, Takeshi empieza a combatir contra Mio y María mientras esperan a que llegue Basara. | |                       |
| 8 | «"Súcubo erótico fuera de control"» «"Bōsō no erosakyubasu"» (暴走のエロサキュバス)                                                 | 25 de febrero de 2015 |
| María decide ir a la escuela a verificar que las instalaciones sean seguras para Mio. Obviamente, no dejará pasar la oportunidad de hacer todo tipo de cosas atrevidas arrastrando a Basara a ello. | |                       |
| Arco de Zolgear | |                       |
| 9 | «"Méritos y deméritos de maestro y sirvienta"» «"Shujū no kōzai"» (主従の功罪)                                                      | 4 de marzo de 2015    |
| María realiza un pacto de maestro y siervo entre Yuki y Basara. Cuando parece que ya terminaron las hostilidades entre Yuki y Mio, Mio se topa con Basara en una situación comprometedora y decide huir angustiada, pero es secuestrada.                                                                               | |                       |
| 10 | «"Traición dolorosa"» «"Aisetsunaru haishin"» (哀切なる背信)                                                                        | 11 de marzo de 2015   |
| Mio ha sido capturada por Zolgear tras la traición de María. Basara también se vuelve preso de Lars y termina en la mansión de Zolgear. El objetivo de Lars es intercambiar a Basara por Mio, y explica que solo está cumpliendo con su deber como observador de Mio. Pero las negociaciones fracasan y...             | |                       |
| 11 | «"Espionaje... Lo que yace después"» «"Chōhō-sha (esupionāji)... Sono sakini aru mono"» (諜報者 (エスピオナージ)…その先にあるもの)) | 18 de marzo de 2015   |
| Basara sigue luchando contra Zolgear, pero no puede hacer mucho ante él. María y Mio se unen a la pelea, pero Zolgear usa a la madre de María como método para detenerlas. No obstante, un inesperado jugador entra a la batalla.                                                                                      | |                       |
| 12 | «"Por esta noche, este momento"» «"Kono yoru, kono toki no tame ni"» (この夜、このときのために)                                     | 25 de marzo de 2015   |
| Basara y compañía se dirigen hacia el núcleo de la bestia con la ayuda de Zest para poder escapar. Mientras tanto, Takigawa se encargara de Zolgear. | |                       |

##### OVA 1
| N.º | Título original en japonés | Fecha de estreno    |
| --- | --- | ------------------- |
| 13 (OVA 1) | «"La difícil, dulce vida diaria de Basara Toujou"» «"Tōjō ha sara no hādosuu~ītona nichijō"» (東城刃更のハードスウィートな日常) | 22 de junio de 2015 |
| Mientras prepara el desayuno, María ve que Mio está teniendo un sueño erótico y decide usar un hechizo mágico que le permite grabar el sueño de Mio en su cámara, solo deteniéndose cuando Basara llega y castiga a María. Más tarde, María engaña a Basara para que desayune la ropa interior de Mio. Basara está a punto de castigar a María más duramente cuando Yuki llega e inmediatamente se quita su propia ropa interior para que Basara pueda comerlas también. En la escuela Basara visita a Chisato. Ella lo invita a cenar después de la escuela en su apartamento, después de cocinar para él, Chisato insiste en que Basara se bañe mientras ella lava su ropa. Después de que ella se une a él en el baño, Chisato admite que lo invitó allí para que pudiera aprender lo que es estar en una relación. Sin embargo, Basara de repente se despierta confundido con su cabeza en el regazo de Chisato, quien afirma que se desmayó de la emoción, aunque Basara parece sólo vagamente capaz de recordar estar en el baño con ella. Chisato, que ahora actúa como su maestra una vez más, se ofrece a llevarlo a casa. Sin embargo, Basara decide caminar a casa, alegando que tiene cosas en las que pensar. | |                     |

#### Shinmai Maō no Testament BURST (2015)
| Arco del Festival Escolar | |                         |
| 1 | «"Que puedo hacer por ti"» «"Anata no Tame ni dekiru koto o"» (あなたの為にできる事を)                                              | 9 de octubre de 2015    |
| Basara experimentará en la estación de tren un misterioso evento. Allí descubrirá que alguien con el poder de controlar a las personas está tras él. Además, Kurumi vivirá algo muy extraño para ella.       | |                         |
| 2 | «"Sospechas adentrándose en los misterios"» «"Fukamaru giwaku to nazo no naka de"» (深まる疑惑と謎の中で)                           | 16 de octubre de 2015   |
| Un evento extraño sucede en la escuela y Basara estará preocupado por las capacidades del actual enemigo de controlar a las personas. Deberá ser muy cauteloso. Quien parece ser de ayuda, no siempre lo es. | |                         |
| 3 | «"Mis sentimientos amorosos por ti"» «"Yuzurenai omoi o kimi to"» (譲れない想いを君と)                                              | 23 de octubre de 2015   |
| Basara sostendrá una temible batalla que parecerá terminar con sus capacidades. Sin embargo, alguien aparece para ayudarlo en el momento justo.                                                              | |                         |
| Arco del Asedio al Castillo de Wilbert | |                         |
| 4 | «"Entrelazamiento entre argumentos"» «"Karamiau omowaku no naka de"» (絡み合う思惑の中で)                                           | 30 de octubre de 2015   |
| Basara y sus compañeros visitan el mundo demoníaco. Allí se encontrarán con Zest. Además, María se sentirá algo rara ante la aparición de alguien.                                                           | |                         |
| 5 | «"Entre las explosiones de viento a través del campo de batalla"» «"Fukinukeru senjō no kaze no naka o"» (吹き抜ける戦場の風の中を) | 6 de noviembre de 2015  |
| Basara pasará un momento muy embarazoso con Zest. Además, estará librando un fuerte enfrentamiento con un gran adversario. En el cual se verá muy afectado.                                                  | |                         |
| 6 | «"Entre la realidad y la verdad propia"» «Onore no shinjitsu to genjitsu no hazama de"» (己の真実と現実の狭間で)                    | 13 de noviembre de 2015 |
| Aunque cuenta con destrezas para enfrentar a grandes adversarios, Basara no está listo para el Rey Demonio. Por esto estará entrenándose con el mejor de los entrenadores.                                   | |                         |
| Arco de Leohart | |                         |
| 7 | «"Entre entrelazamientos de argumentos y deseos"» «"Karamiau omowaku to yokubō no hazama de"» (絡み合う思惑と欲望の狭間で)          | 20 de noviembre de 2015 |
| Basara se enfrenta a un gran reto. Aunque estarán todos algo ansiosos, Basara deberá recordar todo lo aprendido de su padre antes de llegar allí.                                                            | |                         |
| 8 | «"Aquellos contendiendo el futuro"» «"Mirai e to idomu-sha-tachi"» (未来へと挑む者たち)                                             | 27 de noviembre de 2015 |
| Será definitivamente una batalla llena de enfrentamientos y tensión. En uno de estos tendremos a María, quien lo tendrá muy difícil ante un adversario.                                                      | |                         |
| 9 | «"Más allá del sueño sin fin"» «"Mihatenuyume no sono sakini"» (見果てぬ夢のその先に)                                               | 4 de diciembre de 2015  |
| Basara deberá ser fuerte. Su adversario parece tener todas las de ganar. Su padre hasta se resistirá a ver la pelea.                                                                                         | |                         |
| 10 | «"Las consecuencias de lo que debe ser hecho"» «"Hatasubeki ishi no atosaki tsui"» (果たすべき意思の後先終)                         | 11 de diciembre de 2015 |
| Kurumi estará al borde de sucumbir ante el implacable Admirath, pero una ayuda llegará de forma oportuna. Además, Mio y Basara se unen a Leohart para tratar de derrotar a Chaos.                            | |                         |

##### OVA 2
| N.º | Título original en japonés                                                                                              | Fecha de estreno    |
| --- | --- | ------------------- |
| 11 (OVA 2) | «"La muy pacífica vida diaria de Basara Toujou"» «"Tōjō ha sara no shigoku heiwana nichijō"» (東城刃更の至極平和な日常) | 26 de enero de 2016 |
| ¿Cuál es la mejor manera de celebrar un cumpleaños? Bueno, para el súcubo María, sólo hay una cosa que hacer- conseguir que Basara domine a Mio! Usando un hechizo de lujuria, ella está decidida a crear una celebración sexy perfecta. | |                     |

#### Shinmai Maou no Testament Departures (2018)
| N.º | Título original en japonés                                                                                      | Fecha de estreno    |
| --- | --- | ------------------- |
| OVA 3 | «"Shinmai Maou no Testament Departures"» «"Shinmai Maou no Testament Departures"» (新妹魔王の契約者 DEPARTURES) | 28 de marzo de 2018 |
| Después de que Basara salvó el reino de los demonios, los ancianos de la aldea del clan de los héroes se enteran de estos eventos y están de acuerdo en que Basara se ha convertido en un enemigo potencialmente peligroso. Basara confirma que Ramsus es en realidad el anterior rey demonio Wilbert disfrazado y ha estado vigilando en secreto a Mio, aunque él lo niega sombríamente. Una vez que llegan a casa, ven un anuncio sobre la apertura de un nuevo parque acuático cubierto y deciden ir con el fin de profundizar sus lazos y hacerse más fuertes. Una vez allí, Basara y Mio se topan con Chisato, quien le dice a Basara de una próxima reunión con ella. Al ver a Basara y Chisato cerca el uno del otro, la maldición del sirviente de Mio se activa, obligando a Basara a aliviarla detrás de una cascada. En su camino a casa, el grupo recibe un mensaje de la aldea del clan de los héroes exigiendo que Basara, Mio, Yuki y Kurumi regresen allí. Confundidas, Mio, Maria y Zest intentan animar al grupo haciendo comida, mientras que Yuki y Kurumi hacen un entrenamiento de batalla. Basara se reúne con Chisato en una posada de aguas termales, donde le dice que cree que tiene que luchar sus batallas solo para salvar a otros. Después de que se queda dormido, Chisato parece transferirle algunos de sus poderes y dice que ella siempre luchará a su lado. Al día siguiente, Basara se encuentra con Lars, quien después de instigar una pelea con Basara, crea la ilusión de un malvado Basara para que él lo supere. Al darse cuenta de que las chicas son la fuente de su verdadera fuerza, Basara derrota a su imitador y se separa de Lars. Llega a casa para ver a cada una de las chicas vestidas con vestidos de novia, alegando que es egoísta por luchar solo y que lucharán a su lado, haciendo que sus maldiciones de sirvientes se activen. Basara apacigua a cada uno de ellas, profundizando sus lazos y fortaleciendo su determinación. A la mañana siguiente, empacan sus pertenencias y se dirigen a la aldea del clan de los héroes. | |                     |